# Tiffani Marinho
Tiffani Beatriz Domingos Silva do Nascimento Marinho (* 6. Mai 1999 in Rio de Janeiro) ist eine brasilianische Sprinterin, die sich auf den 400-Meter-Lauf spezialisiert hat. 2019 und 2021 wurde sie Südamerikameisterin über 400 Meter und 2022 gewann sie eine Silbermedaille bei den Südamerikaspielen.

## Sportliche Laufbahn
Erste Erfahrungen bei internationalen Meisterschaften sammelte Tiffani Marinho 2016 bei den U18-Südamerikameisterschaften in Concordia, bei denen sie in 54,90 s die Goldmedaille gewann. Auch mit der Sprintstaffel (1000 Meter) gewann sie in 3:30,12 min die Goldmedaille. Anschließend nahm sie mit der brasilianischen 4-mal-400-Meter-Staffel an den U23-Südamerikameisterschaften in Lima teil und gewann dort in 3:47,14 min die Silbermedaille hinter Kolumbien. Im Jahr darauf siegte sie bei den U20-Südamerikameisterschaften in Leonora in 54,25 s. 2018 gelangte sie bei den U20-Weltmeisterschaften in Tampere bis in das Halbfinale, in dem sie mit 53,30 s ausschied. Mit der 4-mal-100-Meter-Staffel schied sie mit 45,28 s im Vorlauf aus und mit der 4-mal-400-Meter-Staffel belegte sie mit 3:34,55 min im Finale den achten Platz. Anschließend gewann sie bei den U23-Südamerikameisterschaften in Cuenca in 52,95 s die Silbermedaille über 400 Meter hinter der Chilenin Martina Weil und gewann mit der 4-mal-400-Meter-Staffel in 3:42,38 min ebenfalls Silber hinter Kolumbien. Bei den Leichtathletik-Südamerikameisterschaften 2019 in Lima siegte sie in 52,81 s über 400 Meter und gewann mit der Staffel in 3:35,29 min die Silbermedaille hinter dem Team aus Kolumbien. Zuvor belegte sie bei den World Relays in Yokohama in 3:20,71 min den sechsten Platz in der Mixed-Staffel. Sie qualifizierte sich zudem erstmals für die Weltmeisterschaften in Doha, bei denen sie aber mit 51,96 s im Vorlauf ausschied. In der Mixed-Staffel gelangte sie bis in das Finale und wurde dort in 3:16,22 min Achte. 2020 gewann sie bei den erstmals ausgetragenen Hallensüdamerikameisterschaften in Cochabamba in 53,34 s ebenfalls die Goldmedaille. Bei den World Athletics Relays 2021 im polnischen Chorzów wurde sie in 3:17,54 min Zweite in der Mixed-Staffel hinter dem Team aus Italien. Anschließend verteidigte sie bei den Südamerikameisterschaften in Guayaquil in 52,65 s ihren Titel über 400 Meter. Im August nahm sie erstmals an den Olympischen Spielen in Tokio teil und schied dort mit 52,11 s in der ersten Runde über 400 m aus und verpasste in der Mixed-Staffel mit 3:15,89 min den Finaleinzug. Mitte Oktober belegte sie bei den U23-Südamerikameisterschaften in Guayaquil in 24,54 s den vierten Platz im 200-Meter-Lauf und siegte in 3:38,28 min in der 4-mal-400-Meter-Staffel sowie in 3:25,09 min in der erstmals ausgetragenen Mixed-Staffel. Anschließend gewann sie bei den erstmals ausgetragenen Panamerikanischen Juniorenspielen in Cali in 52,67 s die Bronzemedaille hinter der Dominikanerin Fiordaliza Cofil und Martina Weil aus Chile. Zudem gewann sie in 3:33,40 min die Goldmedaille in der 4-mal-400-Meter-Staffel sowie in 3:18,54 min auch in der Mixed-Staffel und stellte mit dieser Zeit einen neuen U23-Südamerikarekord auf.
2022 belegte sie bei den Ibero-Amerikanischen Meisterschaften in La Nucia in 52,42 s den sechsten Platz über 400 Meter und gewann mit der 4-mal-400-Meter-Staffel in 3:32,50 min die Silbermedaille hinter dem Team aus Spanien. Im Juli kam sie bei den Weltmeisterschaften in Eugene mit 52,80 s nicht über die erste Runde über 400 Meter hinaus und verpasste mit der Mixed-Staffel mit 3:18,19 min den Finaleinzug. Im Oktober nahm sie an den Südamerikaspielen in Asunción teil und belegte dort in 54,11 s den vierten Platz im Einzelbewerb und gewann mit der Frauenstaffel in 3:35,61 min gemeinsam mit Maria de Sena, Tábata de Carvalho und Chayenne da Silva die Silbermedaille hinter dem kolumbianischen Team. Im Jahr darauf belegte sie bei den Südamerikameisterschaften in São Paulo in 51,83 s den vierten Platz im Einzelbewerb und gewann mit der Staffel in 3:31,63 min gemeinsam mit Jainy Barreto, Júlia Aparecida Rocha und Daysiellen Dias die Silbermedaille hinter dem kolumbianischen Team. Anschließend schied sie bei den Weltmeisterschaften in Budapest mit 53,12 s in der ersten Runde aus. Ende Oktober gewann sie bei den Panamerikanischen Spielen in Santiago de Chile in 3:18,55 min gemeinsam mit Douglas Mendes, Letícia Lima und Lucas Conceição Costa die Silbermedaille hinter dem Team aus der Dominikanischen Republik. Zudem belegte sie in 52,81 s den sechsten Platz im Einzelbewerb und gewann in 3:34,80 min gemeinsam mit Anny de Bassi, Jainy Barreto und Letícia Lima die Bronzemedaille mit der Frauenstaffel hinter den Teams aus Kuba und der Dominikanischen Republik. Im Januar 2024 siegte sie in 53,47 s erneut bei den Hallensüdamerikameisterschaften in Cochabamba. Anschließend schied sie bei den Hallenweltmeisterschaften in Glasgow mit 53,48 s in der Vorrunde aus. Im Mai belegte sie bei den Ibero-Amerikanischen Meisterschaften in Cuiabá in 54,07 s den siebten Platz und im August schied sie bei den Olympischen Sommerspielen in Paris mit 52,32 s in der Hoffnungsrunde aus.
2025 belegte sie bei den Südamerikameisterschaften in Mar del Plata in 53,19 s den vierten Platz über 400 Meter und gewann mit der 4-mal-400-Meter-Staffel in 3:34,28 min die Silbermedaille hinter dem kolumbianischen Team.
In den Jahren 2019 sowie von 2021 bis 2023 wurde Marinho brasilianische Meisterin im 400-Meter-Lauf sowie in der 4-mal-400-Meter-Staffel sowie 2021 und 2023 auch in der Mixed-Staffel.

## Persönliche Bestzeiten
- 200 Meter: 23,52 s (+1,5 m/s), 30. Juni 2019 in La Chaux-de-Fonds
- 400 Meter: 51,51 s, 23. Juni 2022 in Rio de Janeiro
  - 400 Meter (Halle): 53,34 s, 1. Februar 2020 in Cochabamba